# The Future Past World Tour
Tournées par Iron Maiden
Legacy of the Beast World Tour
(2018-2019, 2022) Run for Your Lives World Tour
(2025-2026)
The Future Past World Tour était une tournée mondiale du groupe de heavy metal anglais Iron Maiden, pour promouvoir leur dix-septième album studio Senjutsu, qui fait partie du thème de leur tournée, ainsi que leur album Somewhere in Time de 1986. Après la tournée mondiale Eddie Rips Up the World en 2005, la tournée mondiale Somewhere Back in Time en 2008-2009 et la tournée mondiale Maiden England en 2012-2014, il s'agit de la quatrième tournée du groupe consacrée à une période particulière de son histoire. La setlist comprenait « Alexander the Great », interprétée pour la première fois en concert,,. Elle a débuté le 28 mai 2023 à Ljubljana et s'est terminée le 7 décembre 2024 à São Paulo. Le batteur Nicko McBrain a participé à cette tournée après avoir été victime d'un AVC en janvier 2023, qui sera la dernière comme le groupe l'a annoncé le 7 décembre 2024 pour le concert final de la tournée au stade Allianz Parque de São Paulo. 

## Contexte

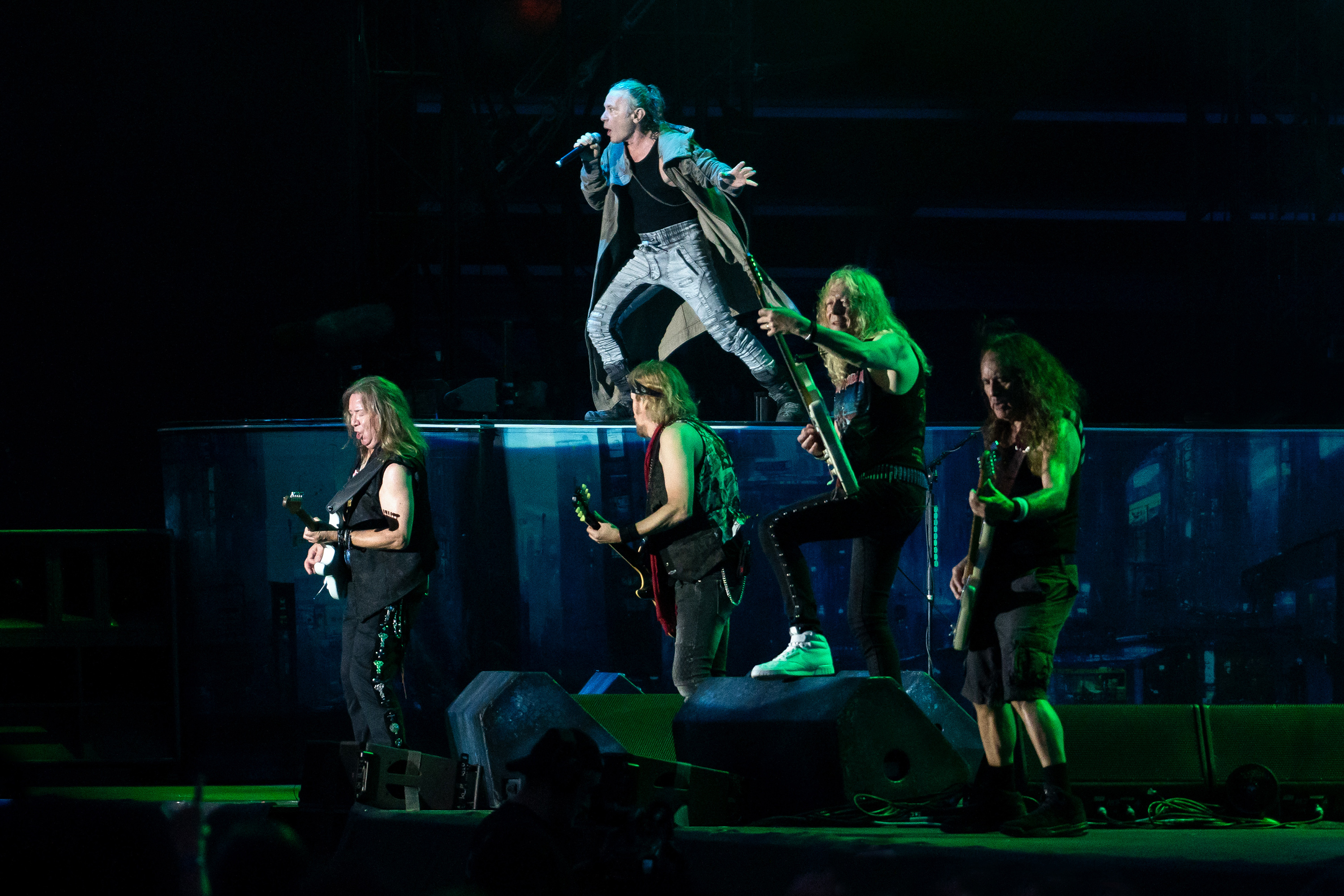
Iron Maiden lors de leur concert en tête d'affiche du Hellfest 2023

Les trente-trois concerts de la tournée européenne ont été des succès commerciaux et artistiques, avec plus de 750 000 spectateurs,,. La plupart des concerts en salle ont attiré un nombre record de spectateurs et, selon les critiques, le groupe a affiché sa meilleure forme depuis de nombreuses années. L'étape 2023 de la tournée s'est conclue par une performance du groupe au festival Wacken Open Air, où ils étaient têtes d'affiche pour la quatrième fois de leur carrière. Le 6 octobre, le groupe s'est produit au Power Trip, aux cotés de Judas Priest, Metallica, Guns N' Roses, AC/DC et Tool, qui a attiré 100 000 spectateurs et est devenu leur plus grande performance en tant que tête d'affiche d'un festival aux États-Unis. Mi-octobre, les concerts prévus pour 2024 ont été annoncés. Dès la phase de prévente, un deuxième concert à l'Estadio Nacional de Santiago a été ajouté. En peu de temps, plus de 100 000 billets ont été vendus pour les deux concerts combinés, établissant un nouveau record dans l'histoire du groupe. Le premier concert à Bogota depuis 13 ans, au stade El Campin, a affiché complet en 20 minutes lors des préventes. 
Le premier de ses deux concerts au stade Allianz Parque de São Paulo a affiché complet en deux minutes, établissant un record de ventes pour un groupe de heavy metal. Les 44 concerts prévus en 2024 ont attiré plus d'un million de personnes en Asie, en Océanie et dans les deux Amériques. Le groupe a donné 81 concerts devant près de deux millions de fans tout au long de la tournée.

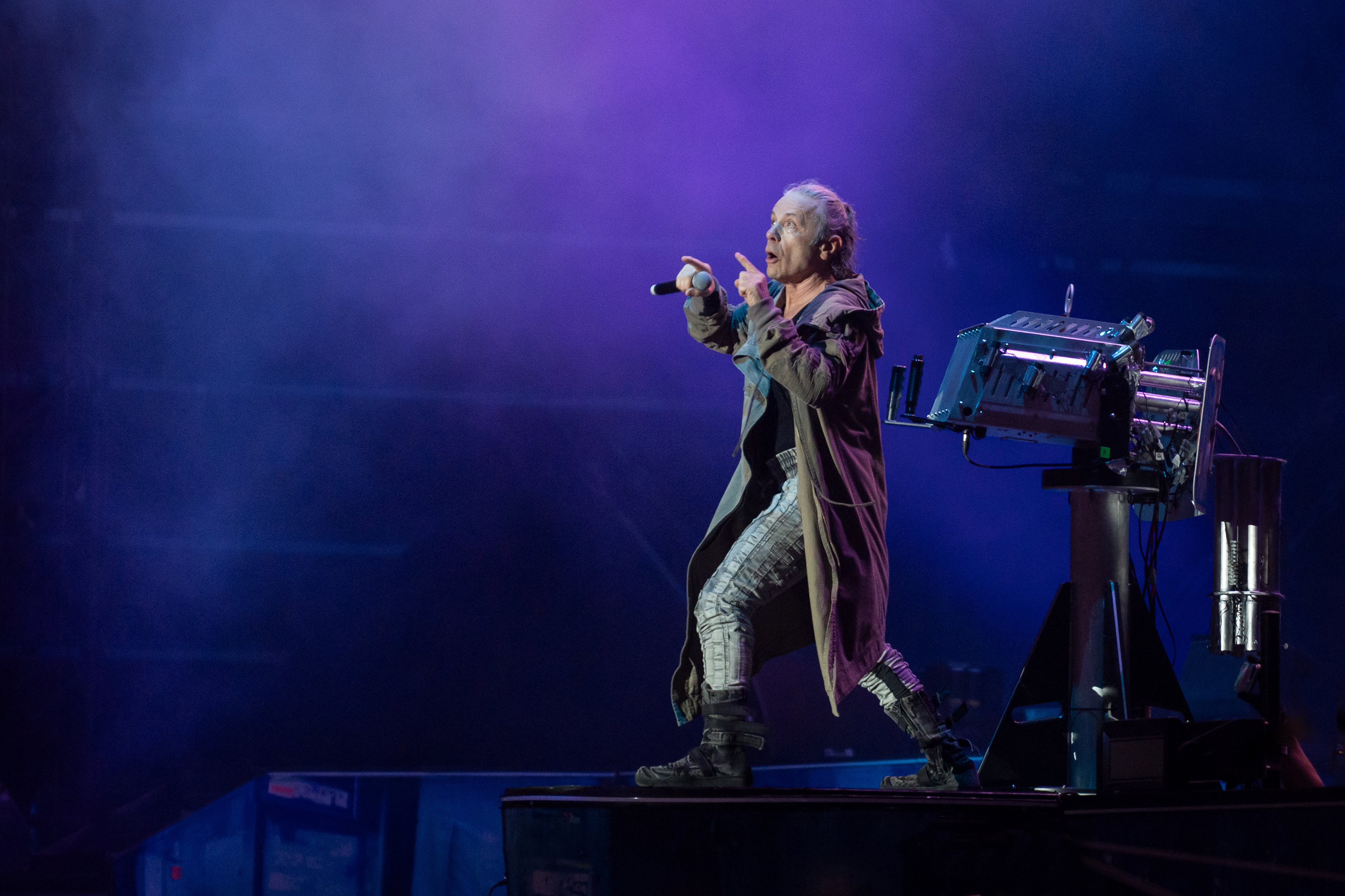
Ici, Bruce Dickinson tirant sur Eddie avec un pistolet futuriste au Hellfest 2023.

La scénographie de la scène faisait référence au style cyberpunk associé au film de science-fiction classique « Blade Runner ». La conception globale évoquait une ville futuriste dystopique, surmontée de rampes lumineuses disposées en forme de pyramide. Pour la première fois, le groupe a utilisé des écrans supplémentaires placés symétriquement au cœur de la scène pour présenter des visualisations et des clips vidéo, renforçant ainsi l'effet tridimensionnel. 
La dernière date de la tournée, le 7 décembre 2024 à São Paulo, fût aussi la dernière avec le batteur de longue date Nicko McBrain, qui a décidé de prendre sa retraite pour les tournées après avoir tourné plus de 40 ans avec le groupe. Il sera remplacé par Simon Dawson, le batteur de British Lion, projet solo de Steve Harris pour la tournée suivante Run for Your Lives World Tour en 2025 et 2026.  

## Premières parties

### 2023
- The Raven Age (28–31 mai, 4–21 juin, 8–25 juillet, 29–31 juillet)
- Lord of the Lost (3 juin, 24 juin–7 juillet, 26 juillet, 1 août)
- Atreyu (28 septembre–2 octobre)

### 2024
- Killswitch Engage (1–16 septembre)[18]
- The Hu (4 octobre–17 novembre)[19]
- Disturbed (20 novembre)[20]
- Ágora (20 novembre)
- Krönös (24 novembre)
- Dogma (27–28 novembre)
- Malón (1, 2 décembre)[21]
- Volbeat (6-7 décembre)[22]

## Setlist
La setlist n'a changé durant toute la tournée 2023-2024. Elle comprend 15 chansons, dont 5 du dernier album Senjutsu et 5 de l'album de 1986 Somewhere in Time, le reste étant des classiques des albums des années '80-'90. La grande surprise fût l'apparition de la chanson Alexander the Great dans la setlist, une première dans la carrière d'Iron Maiden. 
- "Doctor Doctor" (chanson d'UFO)
- Intro: "End Titles" du film Blade Runner (chanson de Vangelis)
  1. "Caught Somewhere in Time" (de Somewhere in Time)
  2. "Stranger in a Strange Land" (de Somewhere in Time)
  3. "The Writing on the Wall" (de Senjutsu)
  4. "Days of Future Past" (de Senjutsu)
  5. "The Time Machine" (de Senjutsu)
  6. "The Prisoner" (de The Number of the Beast)
  7. "Death of the Celts" (de Senjutsu)
  8. "Can I Play with Madness" (de Seventh Son of a Seventh Son)
  9. "Heaven Can Wait" (de Somewhere in Time)
  10. "Alexander the Great" (de Somewhere in Time)
  11. "Fear of the Dark" (de Fear of the Dark)
  12. "Iron Maiden" (d'Iron Maiden)
  13. Rappel : "Hell on Earth" (de Senjutsu)
  14. "The Trooper" (de Piece of Mind)
  15. "Wasted Years" (de Somewhere in Time)
- Always Look on the Bright Side of Life (chanson de Monty Python)

## Dates de la tournée
| Date              | Ville      | Pays       | Lieu                         |
| ----------------- | ---------- | ---------- | ---------------------------- |
| 28 mai 2023       | Ljubljana  | Slovenie   | Arena Stozice                |
| 30 mai 2023       | Prague     | Tchéquie   | O2 Arena                     |
| 31 mai 2023       | Prague     | Tchéquie   | O2 Arena                     |
| 3 juin 2023       | Tampere    | Finlande   | Nokia Arena                  |
| 4 juin 2023       | Tampere    | Finlande   | Nokia Arena                  |
| 7 juin 2023       | Bergen     | Norvège    | Koengen                      |
| 9 juin 2023       | Norje      | Suède      | Norje Havsbad                |
| 11 juin 2023      | Leipzig    | Allemagne  | Quarterback Immobilien Arena |
| 13 juin 2023      | Cracovie   | Pologne    | Tauron Arena                 |
| 14 juin 2023      | Cracovie   | Pologne    | Tauron Arena                 |
| 17 juin 2023      | Clisson    | France     | Val de Moine                 |
| 19 juin 2023      | Zurich     | Suisse     | Hallenstadion                |
| 21 juin 2023      | Hanovre    | Allemagne  | ZAG Arena                    |
| 24 juin 2023      | Dublin     | Irlande    | 3Arena                       |
| 26 juin 2023      | Glasgow    | Ecosse     | OVO Hydro                    |
| 28 juin 2023      | Leeds      | Angleterre | First Direct Arena           |
| 30 juin 2023      | Manchester | Angleterre | AO Arena                     |
| 3 juillet 2023    | Nottingham | Angleterre | Motorpoint Arena             |
| 4 juillet 2023    | Birmingham | Angleterre | Utilita Arena Birmingham     |
| 7 juillet 2023    | Londres    | Angleterre | O2 Arena                     |
| 8 juillet 2023    | Londres    | Angleterre | O2 Arena                     |
| 11 juillet 2023   | Amsterdam  | Pays-Bas   | Ziggo Dome                   |
| 13 juillet 2023   | Antwerp    | Belgique   | Palais des sports d'Anvers   |
| 15 juillet 2023   | Milan      | Italie     | Ippodromo di San Siro        |
| 18 juillet 2023   | Barcelone  | Espagne    | Palau Sant Jordi             |
| 20 juillet 2023   | Murcie     | Espagne    | Stade Enrique-Roca de Murcie |
| 22 juillet 2023   | Bilbao     | Espagne    | Bizkaia Arena                |
| 25 juillet 2023   | Dortmund   | Allemagne  | Westfalenhalle               |
| 26 juillet 2023   | Dortmund   | Allemagne  | Westfalenhalle               |
| 29 juillet 2023   | Francfort  | Allemagne  | Festhalle                    |
| 31 juillet 2023   | Munich     | Allemagne  | Olympiahalle                 |
| 1 août 2023       | Munich     | Allemagne  | Olympiahalle                 |
| 4 août 2023       | Wacken     | Allemagne  | Hauptstrasse                 |
| 28 septembre 2023 | Calgary    | Canada     | Scotiabank Saddledome        |
| 30 septembre 2023 | Edmonton   | Canada     | Rogers Place                 |
| 2 octobre 2023    | Vancouver  | Canada     | Rogers Arena                 |
| 6 octobre 2023    | Indio      | États-Unis | Empire Polo Club             |

| Date              | Ville          | Pays             | Lieu                                     |
| ----------------- | -------------- | ---------------- | ---------------------------------------- |
| 1 septembre 2024  | Perth          | Australie        | RAC Arena                                |
| 4 septembre 2024  | Adelaide       | Australie        | Adelaide Entertainment Centre            |
| 6 septembre 2024  | Melbourne      | Australie        | Rod Laver Arena                          |
| 7 septembre 2024  | Melbourne      | Australie        | Rod Laver Arena                          |
| 10 septembre 2024 | Brisbane       | Australie        | Brisbane Entertainment Centre            |
| 12 septembre 2024 | Sydney         | Australie        | Qudos Bank Arena                         |
| 13 septembre 2024 | Sydney         | Australie        | Qudos Bank Arena                         |
| 16 septembre 2024 | Auckland       | Nouvelle-Zélande | Spark Arena                              |
| 22 septembre 2024 | Toyota         | Japon            | Sky Hall Toyota                          |
| 24 septembre 2024 | Osaka          | Japon            | Osaka-jō Hall                            |
| 26 septembre 2024 | Tokyo          | Japon            | Tokyo Garden Theater                     |
| 28 septembre 2024 | Yokohama       | Japon            | Pia Arena MM                             |
| 29 septembre 2024 | Yokohama       | Japon            | Pia Arena MM                             |
| 4 octobre 2024    | Chula Vista    | Etats-Unis       | North Island Credit Union Amphitheatre   |
| 5 octobre 2024    | Las Vegas      | Etats-Unis       | Michelob Ultra Arena                     |
| 8 octobre 2024    | Inglewood      | Etats-Unis       | Kia Forum                                |
| 9 octobre 2024    | Phoenix        | Etats-Unis       | Footprint Center                         |
| 12 octobre 2024   | Sacramento     | Etats-Unis       | Discovery Park                           |
| 14 octobre 2024   | Portland       | Etats-Unis       | Moda Center                              |
| 16 octobre 2024   | Tacoma         | Etats-Unis       | Tacoma Dome                              |
| 18 octobre 2024   | Salt Lake City | Etats-Unis       | Delta Center                             |
| 19 octobre 2024   | Denver         | Etats-Unis       | Ball Arena                               |
| 22 octobre 2024   | Saint Paul     | Etats-Unis       | Xcel Energy Center                       |
| 24 octobre 2024   | Rosemont       | Etats-Unis       | Allstate Arena                           |
| 26 octobre 2024   | Toronto        | Canada           | Scotiabank Arena                         |
| 27 octobre 2024   | Québec         | Canada           | Videotron Centre                         |
| 30 octobre 2024   | Montréal       | Canada           | Centre Bell                              |
| 1 novembre 2024   | Philadelphie   | Etats-Unis       | Wells Fargo Center                       |
| 2 novembre 2024   | Brooklyn       | Etats-Unis       | Barclays Center                          |
| 6 novembre 2024   | Worcester      | Etats-Unis       | DCU Center                               |
| 8 novembre 2024   | Pittsburgh     | Etats-Unis       | PPG Paints Arena                         |
| 9 novembre 2024   | Newark         | Etats-Unis       | Prudential Center                        |
| 12 novembre 2024  | Baltimore      | Etats-Unis       | CFG Bank Arena                           |
| 13 novembre 2024  | Charlotte      | Etats-Unis       | Spectrum Center                          |
| 16 novembre 2024  | Fort Worth     | Etats-Unis       | Dickies Arena                            |
| 17 novembre 2024  | San Antonio    | Etats-Unis       | Frost Bank Center                        |
| 20 novembre 2024  | Mexico         | Mexique          | Estadio GNP Seguros                      |
| 24 novembre 2024  | Bogotá         | Colombie         | Stade Nemesio Camacho El Campín          |
| 27 novembre 2024  | Santiago       | Chili            | Estadio Nacional Julio Martínez Prádanos |
| 28 novembre 2024  | Santiago       | Chili            | Estadio Nacional Julio Martínez Prádanos |
| 1 décembre 2024   | Buenos Aires   | Argentine        | Stade Tomás Adolfo Ducó                  |
| 2 décembre 2024   | Buenos Aires   | Argentine        | Movistar Arena                           |
| 6 décembre 2024   | São Paulo      | Brésil           | Allianz Parque                           |
| 7 décembre 2024   | São Paulo      | Brésil           | Allianz Parque                           |

## Membres du groupe
- Steve Harris - basse, choeurs
- Bruce Dickinson - chant
- Dave Murray - guitares
- Nicko McBrain - batterie
- Janick Gers - guitares
- Adrian Smith - guitare, choeurs